# Улрике Майнхоф
Улрике Мари Майнхоф (на немски: Ulrike Marie Meinhof), родена на 7 октомври 1934 г. в Олденбург и починала на 9 май 1976 г. в Щутгарт е журналист и политически активист, който от 1970 г. става един от лидерите на крайнолявата терористична групировка „Фракция „Червена армия““, извършила множество атаки в Германия през 60-те и 70-те години на 20 век.
Тя е арестувана на 15 юни 1972 г. след донос и осъдена на осем години затвор на 29 ноември 1974 г.Тя се самоубива в затвора Щутгарт-Щамхайм на 9 май 1976 г. 

## Биография

### Младежки години
Улрике Майнхоф е дъщеря на историка Вернер Майнхоф (1901 – 1940). През 1954 г., след смъртта на майка си, тя живее с Ренате Римек, която е редактор на „Frauen gegen Faschismus“ („Жени срещу фашизма “), и участва заедно с нея в протестното движение срещу атомната бомба.
Тя е учила философия, педагогика, социология и немски език в университета в Марбург през 1955 – 1956 г. Там е подкрепяна от Немската фондация за академични стипендии. През 1957 г. сменя университета и продължава обучението си в университета в Мюнстер, където става член на Германския социалистически студентски съюз. Изключително независима и свободомислеща тийнейджърка, тя е бисексуална.

### Политическа кариера
На 21-годишна възраст тя се омъжва за Клаус Райнер Рьол, директор на крайно лявото списание Konkret, в което става редактор до 1968 г. Тя има две дъщери, които изоставя през 1970 г., „преди да се скрие, искайки да ги настани в палестинско сиропиталище“, за да „ги отнеме от съпруга си“ след развода им.
Политическата кариера на Майнхоф е оформена от множество борби: тя участва в кампанията срещу превъоръжаването на Германия и се бори срещу ядрените оръжия. Присъединява се към тогавашната нелегална Комунистическа партия на Германия от 1958 до 1964 г., след това към Германския социалистически студентски съюз. Накрая, през 1967 – 1968 г., тя се включва в извънпарламентарната опозиция.
Тя е написала сценария за филма „Bambule“ (Fernsehspiel) (Бунт), режисиран от Еберхард Итценплиц, за млади момичета, интернирани в затворен център, който е бил цензуриран повече от двадесет години.
През 60-те години на миналия век тя постепенно се радикализира. През 1968 г., травмирана от унищожаването на Пражката пролет от Варшавския договор, тя решава да подкрепи саботажна атака срещу военен кораб, поръчана от Португалия, в корабостроителницата Blohm + Voss в Хамбург. След неуспешен опит за покушение срещу лидера на СДС Руди Дучке, тя избира нелегалната борба и се съюзява с крайнолявата въоръжена група Фракция „Червена армия“. Участва в освобождаването на Андреас Баадер на...14 май 1970 г., което е трябвало да се извърши без насилие, но се е изродило, както и няколко акта на саботаж, включително унищожаването на американския компютър, отговорен за програмирането на бомбардировките по време на Виетнамската войа.

### Арест и лишаване от свобода
През месец Май 1972 г., шест атаки са извършени от групата Баадер-Майнхоф срещу американски военни съоръжения, съдилища и полицейски участъци. Бомба избухва в офисите на издателство Springer в Хамбург, убивайки петима души и ранявайки няколко десетки други. На 1 юни Андреас Баадер, Ян-Карл Распе и Холгер Майнс са заловени във Франкфурт. Седмица по-късно е ред на Гудрун Енслин в Хамбург на 15 юни, Улрике Майнхоф е арестувана в Хановер.
След убийството на израелски спортисти на Олимпийските игри в Мюнхен (септември 1972 г.), Майнхоф пише анализ, в който възхвалива палестинските терористи, сравнявайки израелските спортисти с нацистите, а израелския министър на отбраната Моше Даян с Хайнрих Химлер. По време на кризата с заложниците палестинските терористи, разкривайки връзките си с германските си колеги, искат освобождаването на Андреас Баадер; тя е смятана за мозъка на „бандата на Баадер“.
Осъдена на осем години затвор на 29 ноември 1974 г., тя е поставена в строг изолационен затвор и е подложена на пълна сензорна изолация. Остава сама в херметически затворена килия с голи, боядисани в бяло стени; неоновото осветление е постоянно включено; няма съседи; никакъв звук, никаква миризма не достига до нея (виж сензорна депривация). Това отношение я довежда до ръба на лудостта. [ 9 ] .

## Смърт
Сутринта на 9 май 1976 г. Улрике Майнхоф е намерена обесена в килията си в затвора Щамхайм в Щутгарт. По искане на сестра ѝ са извършени две аутопсии. И двете заключават, че е починала от удушаване без намесата на трета страна и следователно е самоубийств. [ 10 ] . Тези заключения са поставени под въпрос в доклад на Международната анкетна комисия, публикуван през 1979 г. от Франсоа Масперо: „Напълно невероятно е Улрике Майнхоф да се е самоубила, но по друг начин не е възможно да се предоставят официални доказателства за убийството ѝ“. [ 11 ] . Протестни демонстрации се провеждат във Франкфурт на 10 май. Погребението и се състои на 15 май 1976 г. в протестантското гробище „Драйфалтигкайт“ в Берлин-Мариендорф в присъствието на сестра и Винке Цицлаф, адвокатите Ханс-Хайнц Хелдман, Клаус Кроасан и тълпа от около 3500 души. [ 12 ] .
На 12 май 1976 г. килията на Майнхоф е реновирана. На 10 юни разследването на смъртта на Майнхоф е прекратено. По инициатива на Ото Шили през август 1976 г. е създадена Международна анкетна комисия, която да подкрепи теорията за убийството и да се състои от противници на Западна Германия. Тя разглежда докладите от аутопсията и разследването, открива противоречия (особено по отношение на дължината на въжето) и през 1978 г. заключава, че самоубийството на Майнхоф не е доказано. Възможно е тя да е била удушена и след това обесена. Съобщения в пресата от 1977 г. за второ стълбище с врата до килията на Майнхоф и за факта, че Федералната служба за защита на конституцията тайно е подслушвала пет до седем килии, подхранват съмненията.

## В киното
- Бамбуле – авторски филм на Улрике Майнхоф (1970) (излъчване 1994)
- Комплекс Баадер – Майнхоф – Германия (2008)
- Един германски младеж (Немска младост) – Франция, Швейцария, (2015)
- Мозъкът на Улрике – Германия, Канада (2017)